# Качановка (Сумская область)
Качановка (укр. Качанівка) — село, 
Малопавловский сельский совет,
Ахтырский район,
Сумская область,
Украина.
Код КОАТУУ — 5920385805. Население по переписи 2001 года составляет 246 человек .

## Географическое положение
Село Качановка находится на расстоянии в 5 км от реки Грунь.
На расстоянии в 1 км расположены сёла Щомы, Неплатино и Молодецкое.
Через село проходит автомобильная дорога Т-1705.

## История
- 12 декабря 1957 года около села Качановка ударил первый нефтяной фонтан. С этого времени началась эксплуатация Качановского нефтяного месторождения.

## Экономика
- Птице-товарная ферма.
- Качановский газоперерабатывающий завод ООО «Укрнафта».

## Объекты социальной сферы
- Школа I ст.

## Экология
- в 2-х км расположен Качановский газоперерабатывающий завод.